# Alexandre Texier
Alexandre Texier (Saint-Martin-d'Hères, Francia, 13 de septiembre de 1999) es un jugador profesional francés de hockey sobre hielo que se desempeña en la posición de centro en St. Louis Blues, equipo de la National Hockey League (NHL).

## Carrera
Fue seleccionado en la segunda ronda en la NHL Entry Draft de 2017. En 2018, hizo su debut en la NHL con el equipo Columbus Blue Jackets, en el cual jugó cinco temporadas (2018-2022, 2023-2024), después pasó a St. Louis Blues.